# Pável Kushner
Pável Ivánovich Kushner (en ruso: Павел Иванович Кушнер; pseudónimo Knyshev)  (Grodno, Bielorrusia, 14 de enero de 1889 - Moscú, 14 de marzo de 1968), fue un etnógrafo soviético, tal vez el más importante de los antropólogos socialistas.  

## Biografía
Miembro del ala revolucionaria del partido socialdemócrata ruso desde 1905, antes de la Revolución rusa de 1917 trabajó políticamente en Grodno, Riga y Moscú, por lo cual fue repetidamente detenido. Participó en las revoluciones de febrero y octubre de 1917 y durante la Guerra Civil rusa estuvo en Asia Central, principalmente en Turquestán, como Jefe Político del Frente. En los siguientes años realizó varias actividades dentro del proceso de construcción del socialismo en la URSS, principalmente como profesor, gobierno y la enseñanza del trabajo. Desde 1944 fue miembro de la Academia de Ciencias y del Instituto de Etnografía de la Unión de Repúblicas Socialistas Soviéticas, doctor en Ciencias Históricas (1947) y profesor desde 1959. Desarrolló investigación sobre variados temas de la etnografía, destacando sus trabajos sobre etnogeografía, etnografía de los pueblos eslavos y muy importantes fueron sus estudios sobre la transformación socialista de la vida y la cultura de los pueblos de la URSS. Pionero en el mundo de la ciencia desarrollando los principios de la cartografía para el estudio de fenómenos de la cultura material en su desarrollo histórico. Se le concedió la Orden de Lenin y la Orden de la Estrella Roja.
- Datos: Q4250258